# Битка за Бијељину
Битка за Бијељину је вођена од 1. до 3. априла 1992. године између Милиције САО Семберије и Српске добровољачке гарде, с једне стране и ТО РБиХ и Зелених беретки, с друге стране, у граду Бијељина. То је била и једна од првих битака у рату у БиХ, а резултирала је Српском победом.

## Позадина
Бијељина се налази у сјевероисточном дијелу Републике Српске. То је, након Бање Луке, друго насеље по величини у Републици Српској и пето у Босни и Херцеговини. Смјештена је у равници Семберији и представља раскршће путева за Србију, Славонију и унутрашњост Босне и Херцеговине. Удаљена је 6 km (4 km) од границе са Србијом и 40 km (25 km) од Хрватске. Будући да се налази у средишту плодне равнице, представља један од центара производње и трговине хране. Главнину производње чине житарице пшеница и кукуруз те поврће као купус, паприка и парадајз. Воћарство и сточарство су такође заступљени, али у мањој мјери. Бијељина је препознатљива по великом средишњем тргу.
Град Бијељина је бројала 36.000 становника 1991. У самом граду су превладали муслимани, а у околним селима Срби. Успостављање потпуне контроле над градом на раскршћу два важна правца, постало је кључни задатак за САО Семберију и Мајевицу и за оружане снаге СДА. Током 1991. и почетком 1992. године, обе стране су покушале подјелити полицију по етничким линијама и успоставити политичку контролу у Бијељини. Али за Србе је тај задатак је био много тежи, јер у граду је међу функционерима био утицајнији муслимански СДА који је руководио добро наоружаним и бројнијим члановима Патриотске лиге и Зелене беретке. Осим ових снага била је и муслиманска милиција, „Ханџар дивизија” (названа по истоименом СС одреду, коју су нацисти формирали од босанских муслимана током Другог свјетског рата). Наравно, број ове „дивизије” не прелази двијеста људи, али са осталим пара-формацијама чине оштрицу СДА.
Српске и муслиманске стране су формирале своје ''штабове'' у познатим градским кафићима. Тако је мјесто сталног окупљања исламиста био кафић ''Истанбул'', док су српски радикали из странке Др. Војислав Шешељ окупљали у кафићу „Казино”. У јутро 31. марта 1992. у „Истанбулу” избила је експлозија у којој је било повријеђено седам особа. Догађај узнемирује све муслимане, наравно, убрзо се шире гласине да је то дјело милитанта из редова српске странке. Страст наставља да се погоршава, кад је сат времена након експлозије ухапшено лице које је бацило бомбу. Био је извесни Александар Зекић. Испитивање је показало да Зекић не припада ни једној политичкој партији и да је бомбу бацио због свог нејасног разлога. Највероватније је то била ментално неуравнотежена особа. Али без обзира на велики публицитет у овом случају градске власти су изјавиле да је у овом случају политика није присутна. Муслимански националисти су изабрали да овај инцидент узму као изговор за преузимање града. Чим је пао мрак, Зелене беретке спаљивају кафић "Казино ", српски радикали узвраћају ватру на кафић „Истанбул” те у пуцњави су рањене три особе, које су одведене у локалну болницу. После поноћи, пуцњава престаје, обе стране се баве подизањем барикада. Муслиманске барикаде блокирају центар Бијељине, док српска страна поставља барикаде на рубовима града.

## Ток битке
У јутро, 1. априла, избија пуцњава велике жестине. Срби су брзо организовали разне одреде, који су до ноћи остали на периферији града. У суштини, то су биле наоружане милиције САО Семберије и Мајевице коју је контролисала СДС. Висока борбена ефикасност одликује војнике из СРС (шешељева странка), који већ имају драгоцјено војно искуство у урбаним условима, стеченим у Вуковару. За преузимање власти у граду, муслимански националисти рачунају на своје оружане снаге Патриотску лигу и Зелене беретке, чији су многи борци били обучени и добро наоружани и што је најважније фанатични исламисти и активисти СДА. Локално муслиманско руководство је рачунало на дуготрајани сукоб и на буку у свијету о „српској агресији”. На такав начин успоставити контролу над градом. Али крвави догађаји у Бијељини су кренули другим током.
Јутро, 2. априла, раскрива тужан центар града: Спаљени кафићи и продавнице, куће избушене мецима. Улице су биле празне, српско и муслиманско становништво је у страху сједело у својим кућама. Многи су напустили Бијељину. Дјелови ЈНА, који су били блиски конфликту нису интервенисали, рекавши новинарима да паравојне снаге националиста сортирају односе у граду, а војска ту није била довољно снажна за интервенцију. Нарочито жестоки сукоби 2. априла су се одвијали у близини болнице и градског парка. Срби су бранили зграду Општине и банку, док су Зелене беретке забункирале у болници и омладинском дому. Сваким сатом је постало јасно да муслимани губе битку за град. Одлучујући фактор у корист Срба био је долазак одреда Српске добровољачке гарде „Тигрови”, којом је командовао Жељко Ражнатовић. До почетка сукоба у Бијељини, Тигрови су се налазили у селу Бадовинци у Србији, у близини границе.
Контролисали проток робе из Србије у Босну. Тигрови су током периода југословенског сукоба били једна од најспособнијих српских јединица. Они су активно учествовали у борбама за Вуковар и борбама у Крајини и западној Славонији. Тигрови су стигли у Бијељину дан након почетка борбе и подизање барикада. Заједно са Шешељевцима формирали су кичму српских снага у операцији ослобођења града. Међутим Арканови тигрови су имали ригорозне методе ратоваја. Користили су тактику застрашивања цивила понекад и убиства углавном несрпског становништва али и појединих Срба. Због таквог ратовања често су долазили у сукобе са српским лидерима и Војском Републике Српске која није одобравала насиље против невиних људи. Али савршено обучена и дисциплинована јединица, без којих у почетној фази рата у Босни би Срби били у тешком положају против добро организованим и бројнијим хрватско-муслиманским трупама.
У међувремену у Бијељини се састаје делагација да разјасни ситуацију на лицу мјеста. Алија Изетбеговић је из Сарајева послао члана Предсједништва Републике Фикрета Абдића. Ту су још били замјеник премијера Миодраг Симовић, министар одбране Јерко Доко, Биљана Плавшић, Горан Хаџић и остали. Фикрет Абдић је дошао по налогу Изетбеговића као представник СДА, међутим исказаће се да је то била подла игра Изетвеговића, јер је послао делегацију у непознато чије је лидер био Абдић веома популарна фигура у Босни, да би у случају његовог смакнућа од стране ''аркановаца'' искористио за медијску пропаганду а самим ти и елиминисao Абдића као такмичара, чији ће се планови раскрити већ у наредној години.
3. априла средином дана, пуцњава у Бијељини је потпуно престала, муслиманске параформације су биле поражене, неки од њих су напустили град, неки су се преобукли у цивилну одјећу и расформирали међу становништвом. У неким мјестима се још чула пуцњава али до 15.00 сати све је било тихо. Због недостатка телефонске комуникације, често су пласиране гласине од стране водећих босанских медија о томе како је током борби центар града тешко оштећен, али након пар дана кад су новинари ушли у град, убјеђења су била другачија: зидови кућа у неким мјестима имају рупе од метака, неколико прозора је разбијено и неколико кафића је спаљено. Наравно нема знакова кориштења било какве артиљерије, како је наводила штампа из Сарајева. У уличним борбама обе стране су се користиле лаким наоружањем. Отуда је минимална штета за град. На састанку са новинарима Аркан је представио медијима заробљено наоружање, разних калибара те посебно 9 мм аутомат ''Shawkat'' на коме је написано '' made in Croatia'' што сугерира одакле је било набављено наоружање и ко се припремао на рат. У поподневним сатима 3. априла локални радио је објавио: '' Кризни штаб српског народа и бораца САО Семберије и Мајевице те Српска добровољачка гарда, држе пуну контролу над ситуацијом у граду''. Муслимани су замољени да предају сво наоружање које имају. Ова апелација је примљена са разумјевањем те су људи долазили у одређене тренутке и предавали оружије. Људи који су предавали оружије нису били заробљавани ни заточени, иаоко се међу њима крили дојучерашњи активисти Патриотске лиге. У 15.00 часова у град су ушле јединице ЈНА и преузеле све кључне објекте у граду. Овај корак савезне војске је подузет по договору са Предсједништвом Босне и Херцеговине.

## Посљедице
Покушај муслимана да заузму власти је пропао. Бијељина је остала заувјек изгубљена за муслиманске екстремисте. Цијена те побуне је била сљедећа: 41 мртвих, десетине рањених те оштећена инфраструктура града. Мирни муслимани, који су и сами патили од акције својих екстремних сународњака су формирани у бијељинске муслиманско-антифашистичке батаљоне, који су се борили заједно са осталим борцима Војске Републике Српске. Највећи број муслимана у ВРС са подручја Семберије су били управо из Бијељине и Јањи 10 км од града. А неколико стотина их је било у 3. семберској бригади ВРС.
У Бијељину су касније пристигле бројне избјеглице српске припадности из осталих дијелова Босне и Херцеговине који су били под муслиманском и хрватском влашћу, те се структура становништва значајно промијенила у корист Срба. На дан 13. марта 1993. срушено је неколико џамија, међу којима и Атик-џамија у центру града.